# Rusztam Vasziljevics Tariko
Rusztam Vasziljevics Tariko (oroszul: Рустам Васильевич Тарико; Menzelinszk, 1961. augusztus 30. –) tatár származású orosz üzletember [és vállalkozó. A legjelentősebb orosz vodkagyár, a Russzkij sztandart vállalat, valamint a Ruszkij sztandart bank tulajdonosa. A Forbes magazin 2007. március, a világ leggazdagabb embereit tartalmazó listáján 5,4 milliárd USD-s magánvagyonával a 150. helyet foglalja el.
Eltérően az orosz milliárdosok többségétől, akik az 1990-es évek eleji oroszországi privatizáció zavaros időszakában szerezték vagyonukat, Tariko önerőből, a semmiből hozta létre vagyonát.
A Moszkvai Közlekedésmérnöki Főiskolán végzett 1987-ben.
Utazásaihoz egy Boeing 737–7BC BBJ magángépet használ.
1. ↑  Davos 2014 Participant List